# Prague Open
El Torneig de Praga, conegut oficialment com a J&T Banka Prague Open, és una competició tennística professional que es disputa sobre terra batuda a Praga, República Txeca. Pertany a la categoria International Tournaments del circuit WTA femení.
El torneig es va crear l'any 2010 però dins el circuit amateur de la ITF, progressivament va anar pujant de categoria dins el circuit i el 2015, coincidint amb la sisena edició, va saltar al circuit professional de la WTA entrant a la categoria International Tournaments.

## Palmarès

### Individual femení
| Any               | Campiona             | Finalista                 | Resultat         |
| ----------------- | -------------------- | ------------------------- | ---------------- |
| WTA 250           |                      |                           |                  |
| 2025              | Marie Bouzková (2)   | Linda Nosková             | 2−6, 6−1, 6−3    |
| 2024              | Magda Linette        | Magdalena Fręch           | 6−2, 6−1         |
| 2023              | Nao Hibino           | Linda Nosková             | 6−4, 6−1         |
| 2022              | Marie Bouzková       | Anastassia Potàpova       | 6−0, 6−3         |
| 2021              | Barbora Krejčíková   | Tereza Martincová         | 6−2, 6−0         |
| WTA International |                      |                           |                  |
| 2020              | Simona Halep         | Elise Mertens             | 6−2, 7−5         |
| 2019              | Jil Teichmann        | Karolína Muchová          | 7−6(5), 3−6, 6−4 |
| 2018              | Petra Kvitová        | Mihaela Buzărnescu        | 4−6, 6−2, 6−3    |
| 2017              | Mona Barthel         | Kristýna Plíšková         | 2−6, 7−5, 6−2    |
| 2016              | Lucie Šafářová (3)   | Samantha Stosur           | 3−6, 6−1, 6−4    |
| 2015              | Karolína Plíšková    | Lucie Hradecká            | 4−6, 7−5, 6−3    |
| Circuit ITF       |                      |                           |                  |
| 2014              | Heather Watson       | Anna Karolína Schmiedlová | 7−6(5), 6−0      |
| 2013              | Lucie Šafářová       | Alexandra Cadanțu         | 3−6, 6−1, 6−1    |
| 2012              | Lucie Šafářová       | Klára Zakopalová          | 6−3, 7−5         |
| 2011              | Magdaléna Rybáriková | Petra Kvitová             | 6−3, 6−4         |
| 2010              | Lucie Hradecká       | Ajla Tomljanović          | 6−1, 7−6(4)      |

### Dobles femenins
| Any               | Campiones                                  | Finalistes                            | Resultat            |
| ----------------- | ------------------------------------------ | ------------------------------------- | ------------------- |
| WTA 250           |                                            |                                       |                     |
| 2025              | Nadiia Kichenok Makoto Ninomiya            | Lucie Havlíčková Laura Samson         | 1−6, 6−4, [10−7]    |
| 2024              | Barbora Krejčíková Kateřina Siniaková      | Bethanie Mattek-Sands Lucie Šafářová  | 6−3, 6−3            |
| 2023              | Nao Hibino Oksana Kalashnikova             | Quinn Gleason Elixane Lechemia        | 6−7(7), 7−5, [10−3] |
| 2022              | Anastassia Potàpova Iana Sízikova          | Angelina Gabueva Anastasia Zakharova  | 6−3, 6−4            |
| 2021              | Marie Bouzková Lucie Hradecká              | Viktória Kužmová Nina Stojanović      | 7−6(3), 6−4         |
| WTA International |                                            |                                       |                     |
| 2020              | Lucie Hradecká Kristýna Plíšková           | Monica Niculescu Raluca Olaru         | 6−2, 6−2            |
| 2019              | Anna Kalinskaya Viktória Kužmová           | Nicole Melichar Květa Peschke         | 4−6, 7−5, [10−7]    |
| 2018              | Nicole Melichar Květa Peschke              | Mihaela Buzărnescu Lidziya Marozava   | 6−4, 6−2            |
| 2017              | Anna-Lena Grönefeld Květa Peschke          | Lucie Hradecká Kateřina Siniaková     | 6−4, 7−6(3)         |
| 2016              | Margarita Gasparyan Andrea Hlaváčková      | María Irigoyen Paula Kania            | 6−4, 6−2            |
| 2015              | Belinda Bencic Kateřina Siniaková          | Katerina Bondarenko Eva Hrdinová      | 6−2, 6−2            |
| Circuit ITF       |                                            |                                       |                     |
| 2014              | Lucie Hradecká Michaëlla Krajicek          | Andrea Hlaváčková Lucie Šafářová      | 6−3, 6−2            |
| 2013              | Renata Voráčová Barbora Záhlavová-Strýcová | Irina Falconi Eva Hrdinová            | 6−4, 6−0            |
| 2012              | Alizé Cornet Virginie Razzano              | Akgul Amanmuradova Casey Dellacqua    | 6−2, 6−3            |
| 2011              | Petra Cetkovská Michaëlla Krajicek         | Lindsay Lee-Waters Megan Moulton-Levy | 6−2, 6−1            |
| 2010              | Ksenia Lykina Maša Zec Peškirič            | Petra Cetkovská Eva Hrdinová          | 6−3, 6−4            |